# يو إف سي ليلة القتال: غوستافسون ضد مانوا
يو إف سي ليلة القتال: غوستافسون ضد مانوا (بالإنجليزية: UFC Fight Night: Gustafsson vs. Manuwa)‏ المعروف أيضًا باسم يو إف سي قتال الليلة 37 هو حدث لفنون القتال المختلطة نظمته يو إف سي، أُقيم في 8 مارس 2014، على ذا أوه2 أرينا في لندن، إنجلترا.